# Sofia (film, 2018)
Pour les articles homonymes, voir Sofia (homonymie).
Pour plus de détails, voir Fiche technique et Distribution.
Sofia est un film français réalisé et scénarisé par Meryem Benm'Barek, sorti en 2018.
Il est sélectionné et primé en section Un certain regard au Festival de Cannes 2018.

## Synopsis
Le film raconte les difficultés d'une jeune femme, enceinte, hors mariage, dans son pays, le Maroc, où les relations sexuelles hors mariage sont interdites par la loi,,.

## Fiche technique
- Titre français : Sofia
- Réalisation et scénario : Meryem Benm'Barek
- Photographie : Son Doan
- Décors: Samuel Charbonnot
- Montage : Céline Perréard
- Montage Son: Aïda Merghoub
- Société(s) de production : Curiosa Films, Versus Production[4]
- SOFICA : Cinémage 12
- Pays d'origine :  France,  Maroc,  Qatar[4]
- Format : Couleurs - 35 mm - 2,35:1 - Dolby Digital
- Genre : drame
- Durée : 80 minutes
- Dates de sortie :
  - France : 16 mai 2018 (Festival de Cannes 2018), 19 septembre 2018 (sortie nationale)
  - Maroc : 19 septembre 2018[5]

## Distribution
- Maha Alemi : Sofia
- Sarah Perles : Lena
- Hamza Khafif : Omar
- Lubna Azabal : Leila
- Faouzi Bensaïdi : Faouzi
- Nadia Benzakour : Fatiha
- Nadia Niazi : Zineb
- Ghita Fokri : Sanaa

## Sortie

### Accueil critique
Présenté le 16 mai 2018 au Festival de Cannes 2018, il est particulièrement ovationné,,,. La sortie en salle commence en France le 5 septembre 2018, et bénéficie de critiques positives dans la presse,,,.

## Distinction

### Récompense
- Festival de Cannes 2018 : prix du meilleur scénario de la section Un certain regard[11],[12].
- Festival du film francophone d’Angoulême (FFA) : en compétition[13].